# Ian Brown (calciatore)
Ian Brown (24 luglio 1981) è un ex calciatore britannico originario di Turks e Caicos, di ruolo difensore.